# Caledanapis
Genre
Caledanapis est un genre d'araignées aranéomorphes de la famille des Anapidae.

## Distribution
Les espèces de ce genre sont endémiques de Nouvelle-Calédonie.

## Liste des espèces
Selon World Spider Catalog (version 16.0, 12/07/2015) :
- Caledanapis dzumac Platnick & Forster, 1989
- Caledanapis insolita (Berland, 1924)
- Caledanapis peckorum Platnick & Forster, 1989
- Caledanapis pilupilu (Brignoli, 1981)
- Caledanapis sera Platnick & Forster, 1989
- Caledanapis tillierorum Platnick & Forster, 1989

## Publication originale
- Platnick & Forster, 1989 : A revision of the temperate South American and Australasian spiders of the family Anapidae (Araneae, Araneoidea). Bulletin of the American Museum of Natural History, no 190, p. 1-139 (texte intégral).